# Werk Tombio
Das Werk Tombio war ein Teil im System der österreichischen Festungswerke an der Grenze zu Italien.
Es war das nordwestliche Sperrwerk der Festung Riva und lag auf dem Monte Tombio (841 m) etwa einen Kilometer westlich des Weilers Varone. Es sollte die Täler nordwestlich des Gardasees abriegeln und auch feindliche Artillerie am Lago di Ledro und im Valle dei Concei bekämpfen. Auch war es in der Lage, die Übergänge über die Höhenkette von der Rochetta (1521 m) über die Cima Scapia (1886 m), Corno di Pichea (2138 m) bis zur Dosso del Torta (2151 m) artilleristisch abzudecken. Das entspricht dem gesamten Frontverlauf östlich des (von Österreich-Ungarn aufgegebenen) Valle dei Concei.
Das Werk war in den Jahren 1907 bis 1910 in Betonbauweise nach dem Modell der Werke auf der Höhe der Sieben Gemeinden  (Verle und Lusern) errichtet worden und somit bei Beendigung der Bauarbeiten bereits nicht mehr auf dem neuesten Stand der Festungstechnik. Batterieblock und der Unterkunftsblock waren noch nicht getrennt, auch der Abstand der Geschützpanzerkuppeln entsprach mit einer Distanz von lediglich zwölf Metern (von Mitte zu Mitte) nicht mehr den neuesten Anforderungen. Am Hinterhang des Werkes befand sich eine schräge Betonfläche zum Auffangen des Regenwassers für die Zisterne. In den Fels getriebene Kavernen und mindestens eine gemauerte Baracke gehörten ebenfalls zum Komplex, ebenso zwei mit Maschinengewehren ausgerüstete Vorwerke, von denen das eine mit dem Hauptwerk durch eine Poterne verbunden war. Nach Nordwesten vorgeschoben befand sich zur Unterstützung am Weiler Pranzo noch eine feldmäßige Straßensperre (heutige Provinzstraße SP 37).
Bewaffnet war das Fort mit vier 10-cm-Turmhaubitzen M.9 und vier Maschinengewehren M 07/12 im Hauptblock und je acht Maschinengewehren M 07/12 in den Vorwerken.
Die gesamte Anlage ist stark zerstört und verwachsen. Das Gelände befindet sich in Privatbesitz.

## Anmerkung
1. ↑  Mit Sieben Gemeinden wurden im Österreichisch-Ungarischen Militärjargon auch bereits die Gegend der Hochfläche von Lavarone/Folgaria bezeichnet, die sich geographisch noch vor der eigentlichen Hochfläche der Sieben Gemeinden befand.